# Врбовець (Кочев'є)
Врбовець (словен. Vrbovec) — поселення в общині Кочев'є, регіон Південно-Східна Словенія, Словенія. Висота над рівнем моря: 555,6 м.